# Atractus roulei
Espèce
Statut de conservation UICN

 VU B1ab(iii) : Vulnérable
Atractus roulei est une espèce de serpents de la famille des Dipsadidae.

## Répartition
Cette espèce est endémique du Sud-Ouest de l'Équateur.

## Description
L'holotype de Atractus roulei mesure 450 mm dont 41 mm pour la queue. Cette espèce a la tête brun olivâtre. Son dos est brun violacé avec des écailles marquées de brun peu visible dans leur partie antérieure. Sa face ventrale est blanche marquée irrégulièrement de brun.

## Étymologie
Son nom d'espèce lui a été donné en l'honneur de Louis Roule (1861-1942), zoologiste français.

## Publication originale
- Despax, 1910 : Mission géodésique de l’Équateur. Collections recueillies par M. le Dr Rivet. Liste des ophidiens et descriptions des espèces nouvelles. (Note préliminaire). Bulletin du Muséum National d'Histoire Naturelle, vol. 16, p. 368-376 (texte intégral).